# Театро делле Даме

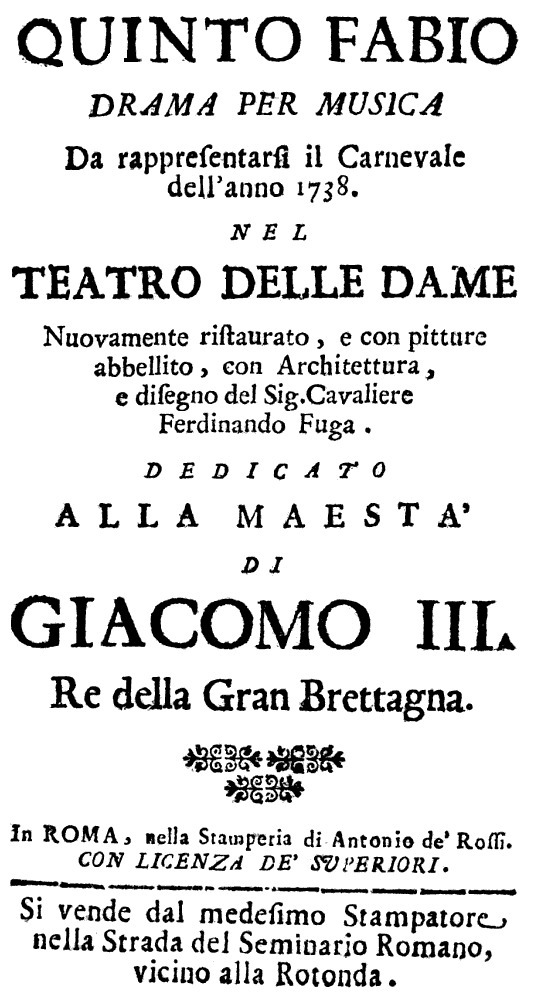
Либретто для оперы Николы Логрошино «Квинт Фабий», постановкой которой открылся обновлённый театр в 1738 году

Театро делле Даме (итал. Teatro delle Dame), первоначально известный как Театро Алиберт (итал. Teatro Alibert), — театр в Риме, построенный в 1718 году и располагавшийся на месте нынешнего пересечения улиц Виа Д’Алиберт и Виа Маргутта. За время своего существования он претерпел ряд реконструкций и реноваций, пока окончательно не погиб в пожаре 1863 года. В период своего расцвета в XVIII веке Театро делле Даме вместе с соперничавшим с ним Театро Капраника был ведущей оперной площадкой Рима, на сцене которого прошло множество мировых премьер в исполнении некоторых из самых выдающихся певцов того времени.

## История
Театро делле Даме был построен Антонио Д’Алибертом для постановок там опер-сериа. Он задумывался ещё его отцом Жаком Д’Алибертом (1626—1713), служившим секретарём при шведской королеве Кристине и руководившим театром Тординона. Последний был первым публичным театром Рима, но был разрушен в 1697 году по приказу римского папы Иннокентия XII, который считал подобные заведения оказывающими разлагающее влияние на население.

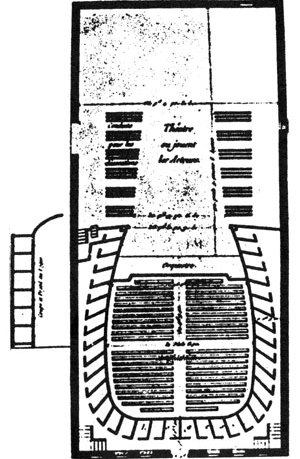
План зала театра в 1761 году

Театро Алиберт, как он первоначально назывался, был построен из дерева на участке земли, ранее использовавшемся для в паллакорду (игру, похожую на реал-теннис). По данным итальянского историка театра Саверио Франки, архитектором, руководившим строительством театра, вероятно, был Маттео Сасси (1646—1723). На момент своего открытия в 1718 году премьерой оперы Франческо Манчини «Александр Север» Театро Алиберт был самым большим театром в Риме со зрительным залом из семи ярусов по 32 ложи в каждом. В 1720 году архитектор Франческо Галли Бибиена расширил его и перепроектировал его внутреннее пространство, придав аудитории форму «фонетической кривой» (средней формы между прямоугольником и подковой).
Театр имел творческий успех, но не финансовый. Делу не помог даже Юбилейный 1725 год, когда все римские театры были закрыты на время. Антонио Д’Алиберт обанкротился, а римские власти выставили театр на аукцион в 1726 году. Он был приобретён консорциумом римской знати и переименован в Театро делле Даме. Управление им в конечном итоге перешло к рыцарям Мальтийского ордена, тесно связанным с некоторыми членами консорциума. Орден контролировал театр до конца XIX века. В середине 1730-х годов здание театра подверглось масштабной реконструкции и декорированию по проекту архитектора Фердинандо Фуги, оно вновь открылось в 1738 году постановкой оперы Николы Логрошино «Квинт Фабий».
К XIX веку Театро делле Даме, как и соперничавший с ним Театро Капраника, перестал быть ведущим оперным театром в Риме. В нём всё ещё ставились оперы, но он всё чаще использовался для проведения публичных балов, акробатических представлений и постановок пьес, написанных на местном римском диалекте. Принц Алессандро Торлония приобрёл театр в 1847 году и реконструировал его, заменив деревянные конструкции на кирпичные и ещё более расширив сцену, которая теперь могла принимать у себя конные представления. В ночь на 15 февраля 1863 года в театре снова вспыхнул пожар, и он был в итоге полностью разрушен. Впоследствии на этом месте была возведена гостиница, известная как «Locanda Alibert». В начале 2000-х годов здание «Locanda Alibert» было полностью перестроено и превращено в центр для проведения конгрессов и других подобных мероприятий.

## Оперные премьеры

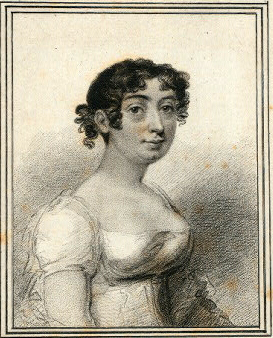
Тереза Бертинотти, первая женщина, спевшая в Театро делле Даме

На протяжении большей части XVIII века женщинам запрещалось выступать на театральных сценах в Папской области. В этот период в операх, ставившихся в Театро делле Даме, играли исключительно актёры-мужчины, женские роли исполняли кастраты. Среди известных певцов-кастратов, выступавших на его сцене, выделялись Фаринелли, Джакинто Фонтана («Фарфаллино»), Джованни Карестини и Луиджи Маркези. С 1798 года, когда Рим перешёл под власть Франции, на сцене театра стали появляться женщины, первой из которых стала сопрано Тереза Бертинотти.
Среди опер, мировые премьеры которых состоялись в Театро делле Даме, можно выделить следующие:
- «Артаксеркс» композитора Леонардо Винчи (1730)
- «Примерная дочь» композитора Никколо Пиччинни (1760)
- «Истинное постоянство» композитора Паскуале Анфосси (1776)
- «Нескромный любопытный» композитора Паскуале Анфосси (1777)[9]
- «Антигона» композитора Йозефа Мысливечека (1780)